# 12 Play
12 Play je debutové sólo studiové album amerického R&B zpěváka R. Kellyho. Bylo nahráno u nahrávací společnosti Jive Records a vydáno 9. listopadu 1993. Jedná se o první díl pozdější trilogie, další díly TP-2.com a TP-3: Reloaded byly vydány v roce 2000, respektive 2005.

## O albu
Album bylo propagováno singly se sexuální tematikou, kterou R. Kelly proslul. Singly "Bump n' Grind" (U.S. #1), "Your Body's Callin'" (U.S. #13) a "Sex Me, Pts. 1 & 2" (U.S. #20) zaznamenaly značný úspěch v hranosti v rádiích, a tím dopomohly k vysokému prodeji alba a proslavení R. Kellyho.
Jen v USA se prodalo 6,2 milionů kusů alba. Jde o celkem druhé nejlépe se prodávané album R. Kellyho v jeho kariéře. Album debutovalo na druhé příčce žebříčku Billboard 200 a na první příčce v Top R&B/Hip-Hop Albums. Mimo USA se prodal další milion kusů. Album získalo certifikace 6x platinová deska v USA, zlatá v Kanadě a stříbrná ve Spojeném království.

## Seznam skladeb
| Pořadí         | Název                      | Hudba                 | Délka |
| -------------- | -------------------------- | --------------------- | ----- |
| 1.             | Your Body's Callin'        | R. Kelly, Timmy Allen | 4:38  |
| 2.             | Bump n' Grind              | R. Kelly              | 4:16  |
| 3.             | Homie Lover Friend         | R. Kelly, Timmy Allen | 4:22  |
| 4.             | It Seems Like You're Ready | R. Kelly              | 5:39  |
| 5.             | Freak Dat Body             | R. Kelly              | 3:44  |
| 6.             | I Like the Crotch On You   | R. Kelly              | 6:37  |
| 7.             | Summer Bunnies             | R. Kelly, Timmy Allen | 4:14  |
| 8.             | For You                    | R. Kelly              | 5:01  |
| 9.             | Back to the Hood of Things | R. Kelly              | 3:52  |
| 10.            | Sadie                      | R. Kelly              | 4:30  |
| 11.            | Sex Me Pt 1 & 2            | R. Kelly              | 11:27 |
| 12.            | 12 Play                    | R. Kelly, Timmy Allen | 5:55  |
| Celková délka: | Celková délka:             | Celková délka:        | 63:10 |

## Mezinárodní žebříčky
| Země             | Umístění |
| ---------------- | -------- |
| Kanada           | -        |
| Nový Zéland      | 66       |
| UK Albums Chart  | 20       |
| US Billboard 200 | 2        |
| US Billboard R&B | 1        |